# واصل اللاهيجي
واصل اللاهيجي (ت. نحو 1115 هـ) هو من أُدباء و شعراء العصر الصفوي في إيران.
انتقل من لاهيجان إلى تبريز وسكنها، وتقرّب من وزير آذربيجان ميرزا إبراهيم خان، ثم انتقل إلى مشهد بخراسان. استقر بعدها في اصفهان ، وبها انكب على تحصيل العلوم والمعارف. توفي حدود سنة 1115 هـ.

## آثاره
له ديوان شعر، ومثنوية «خلوت راز».